# أنتوني كلارك
أنتوني كلارك (بالإنجليزية: Anthony Clark)‏ (5 أكتوبر 1984 في المملكة المتحدة - ) هو لاعب كرة قدم بريطاني في مركز الوسط. لعب مع نادي ساوثيند يونايتد وHendon F.C. ‏ وأشفورد يونايتد ‏ وHarrow Borough F.C. ‏ ونادي ويلدستون لكرة القدم.

## وصلات خارجية
- أنتوني كلارك على موقع Soccerbase.com (لاعب) (الإنجليزية)